# BENI (가수)
베니(BENI, 1986년 3월 30일 ~)는 일본의 가수이다. 본명인 "아라시로 베니"(安良城 紅)로 활동했지만 2008년 11월 음반사 이적과 함께 다른 가수의 음반에 참여할 때 사용하던 베니로 이름을 바꿨다.

## 음반 목록

### 싱글
1. Harmony (2004년 6월 9일)
2. Infinite... (2004년 10월 20일)
3. Here alone (2004년 11월 25일)
4. Miracle (2005년 2월 9일)
5. 히카리노 카즈다케 Glamorous (2005년 6월 1일)
6. Cherish (2005년 12월 7일)
7. How Are U? (2006년 9월 20일)
8. Luna (2007년 2월 28일)
9. 모 니도토... (2008년 12월 10일)
10. Kiss Kiss Kiss (2009년 4월 8일)
11. 코이코가레테 (2009년 6월 10일)
12. 즛토 후타리데 (2009년 8월 12일)
13. KIRA☆KIRA☆ (2009년 11월 14일)

### 음반
정규 음반
1. Beni (2005년 2월 9일)
2. Girl 2 Lady (2006년 2월 22일)
3. GEM (2007년 4월 24일)
4. Bitter & Sweet (2009년 9월 2일)

베스트 음반
1. Chapter One ~Complete Collection~ (2008년 3월 5일)